# Rolling Stone (México)
Rolling Stone México es una revista sobre Entretenimiento, Música, Cine, Televisión, Política, Videojuegos y más. Nacida en noviembre de 2002, sigue la línea de su cabecera madre, la revista Rolling Stone. Su director es Benjamín Salcedo Villarreal. Su publicación es mensual y contienen una tarjeta coleccionable en la pasta de atrás.
Es publicada por la editorial: Login Editor.

## Secciones
- Música
- Cine
- Televisión
- Política
- Reseñas
- RS Latino
- Campus RS